# حملة الضغط الأقصى
تشير حملة الضغط القصوى إلى العقوبات المكثفة على إيران من قبل إدارة ترامب بعد خروج الولايات المتحدة من خطة العمل الشاملة المشتركة (JCPOA) في عام 2018. كانت الحملة تهدف إلى الضغط على إيران لإعادة التفاوض بشأن خطة العمل الشاملة المشتركة، إضافة المزيد من القيود على برنامج إيران النووي وتوسيع نطاق الاتفاقية لتشمل الصواريخ الباليستية الإيرانية بالإضافة إلى الأنشطة الإقليمية الأخرى. واجهت هذه الاستراتيجية سياسة الضغط المضاد الإيرانية لإحباط حملة الضغط الأقصى الأمريكية.
وبحسب منظمة هيومان رايتس ووتش، فإن العقوبات الاقتصادية الحالية «تسبب معاناة لا داعي لها للمواطنين الإيرانيين المصابين بمجموعة من الأمراض والحالات الطبية»، على الرغم من استثناءات البضائع الإنسانية.

## العقوبات
في مايو 2018، انسحب الرئيس الأمريكي دونالد ترامب من الاتفاق النووي مع إيران وفرض عدة عقوبات جديدة غير نووية ضد إيران، أدانت إيران بعضها باعتباره انتهاكًا للاتفاق. في تشرين الثاني (نوفمبر) 2018، أعادت الولايات المتحدة رسمياً فرض جميع العقوبات على إيران التي تم رفعها قبل انسحاب الولايات المتحدة من خطة العمل الشاملة المشتركة.
وقالت إليزابيث روزنبرغ، المسؤولة السابقة في وزارة الخزانة الأمريكية، لـ NPR إن البرنامج يشمل معاقبة «بعض المؤسسات المالية الإيرانية التي لم يتم تحديدها من قبل والتي كانت تستخدم في السابق لتسهيل استيراد الأغذية والأدوية والأدوية.» تحقيقا لهذه الغاية، تخضع معظم المؤسسات المالية الإيرانية الكبيرة للعقوبات.

## النتائج
وفقًا لتقرير صادر عن صندوق النقد الدولي، انخفض إجمالي الاحتياطيات الرسمية الإيرانية من متوسط 70 مليار دولار في عام 2017 إلى 4 مليارات دولار في عام 2020. يعتقد بعض المحللين أن الحملة فشلت في تغيير أنشطة إيران الإقليمية أو مواجهة نفوذ إيران بالوكالة في المنطقة ، مما أجبر إيران على إعادة التفاوض بشأن الاتفاق النووي وعرقلة برامجها النووية والصاروخية.
تعرضت الحملة لانتقادات من قبل منافذ السياسة الخارجية على أنها سيئة التصميم وتؤدي إلى نتائج عكسية لأهداف السياسة الخارجية الأمريكية الأخرى. ديفيد والش، الذي كتب إلى المجلس الأطلسي، افترض أن «سياسة عقابية حصرية غير مصحوبة بمنحدرات دبلوماسية تحفز طهران على محاربة النار بالنار من خلال فرض تكاليف على المعتدين المتصورين». حدد سينا توسي، كبير المحللين في المجلس القومي الإيراني الأمريكي، أن البرنامج قد يكون غير فعال إلى حد كبير في تحقيق الأهداف الدبلوماسية ، مع تنامي مرونة إيران في مواجهة العقوبات ، فضلاً عن صعود المتشددين في الحكومة الإيرانية الذين ليس لديهم رغبة كبيرة. للتعامل دبلوماسيا مع مطالب الولايات المتحدة.
وقد أثيرت مخاوف أخرى بشأن التأثير السلبي للبرنامج على رفاهية الشعب الإيراني. وفقًا لـهيومن رايتس ووتش، أدت العقوبات الأمريكية المضاعفة إلى تقييد «قدرة إيران على تمويل [...] الواردات الإنسانية»، بسبب العقوبات الأمريكية الواسعة ضد البنوك الإيرانية، المصحوبة بـ«الخطاب العدواني من المسؤولين الأمريكيين». هددت العقوبات المشددة بشكل خطير حق الإيرانيين في الصحة والحصول على الأدوية الأساسية، مما تسبب في نقص موثق - يتراوح من نقص الأدوية الحيوية لمرضى الصرع إلى أدوية العلاج الكيميائي المحدودة لعلاج مرضى السرطان الإيرانيين.

## ردود أفعال
أعربت الإمارات العربية المتحدة عن دعمها المطلق لمواصلة الولايات المتحدة ممارسة ضغوطها القصوى على إيران. كما أعرب سياسيون إسرائيليون عن دعمهم للبرنامج.
قال مقرر الأمم المتحدة الخاص المعني بحقوق الإنسان في إيران في يوليو / تموز 2019 إنّه «ليس قلقًا فقط من أن العقوبات والقيود المصرفية ستؤثر بلا داع على الأمن الغذائي وتوافر الأدوية والمعدات والمستلزمات الصيدلانية وتوزيعها، ولكنه قلق أيضًا بشأن الأثر السلبي المحتمل على عمليات الأمم المتحدة وبرامجها الأخرى في البلد.»
في نوفمبر 2021، أثناء رئاسة إبراهيم ريسي وبداية جولة جديدة من المحادثات النووية، قال علي باقري كَني، كبير المفاوضين النوويين الإيرانيين، إنه في الجولة السابعة من محادثات إحياء الاتفاق النووي للوكالة الدولية للطاقة الذرية، دعت جمهورية إيران الإسلامية لرفع جميع العقوبات عن حملة الضغط القصوى الأمريكية تمهيدا لاستئناف المحادثات.